# Мадан-Пуке-Кух-е
Мадан-Пуке-Кух-е (перс. معدن پوكه قرقه) — село в Ірані, у дегестані Бала-Ларіджан, у бахші Ларіджан, шагрестані Амоль остану Мазендеран. У переписі 2006 року вказане як окремий населений пункт, але без відомостей про чисельність населення.